# カール・フレーリッヒ
カール・フレーリッヒ（ドイツ語: Carl Froelich, 1875年9月5日 - 1953年2月21日）はドイツの映画監督。ベルリン出身。ナチス・ドイツ時代に帝国映画院総裁を務めた。

## 作品
- さんざめく舞踏会の夜
- 故郷
- 人生の馬鹿
- 題名のない映画
- 卒業試験
- 制服の処女
- 激流の哀曲
- 恋と嵐
- 死人島
- 白痴
- 岡寺の観音
- カラマゾフの兄弟
- スワンの傘